# 南海電鉄千代田工場
座標: 北緯34度27分46秒 東経135度34分12.9秒 / 北緯34.46278度 東経135.570250度

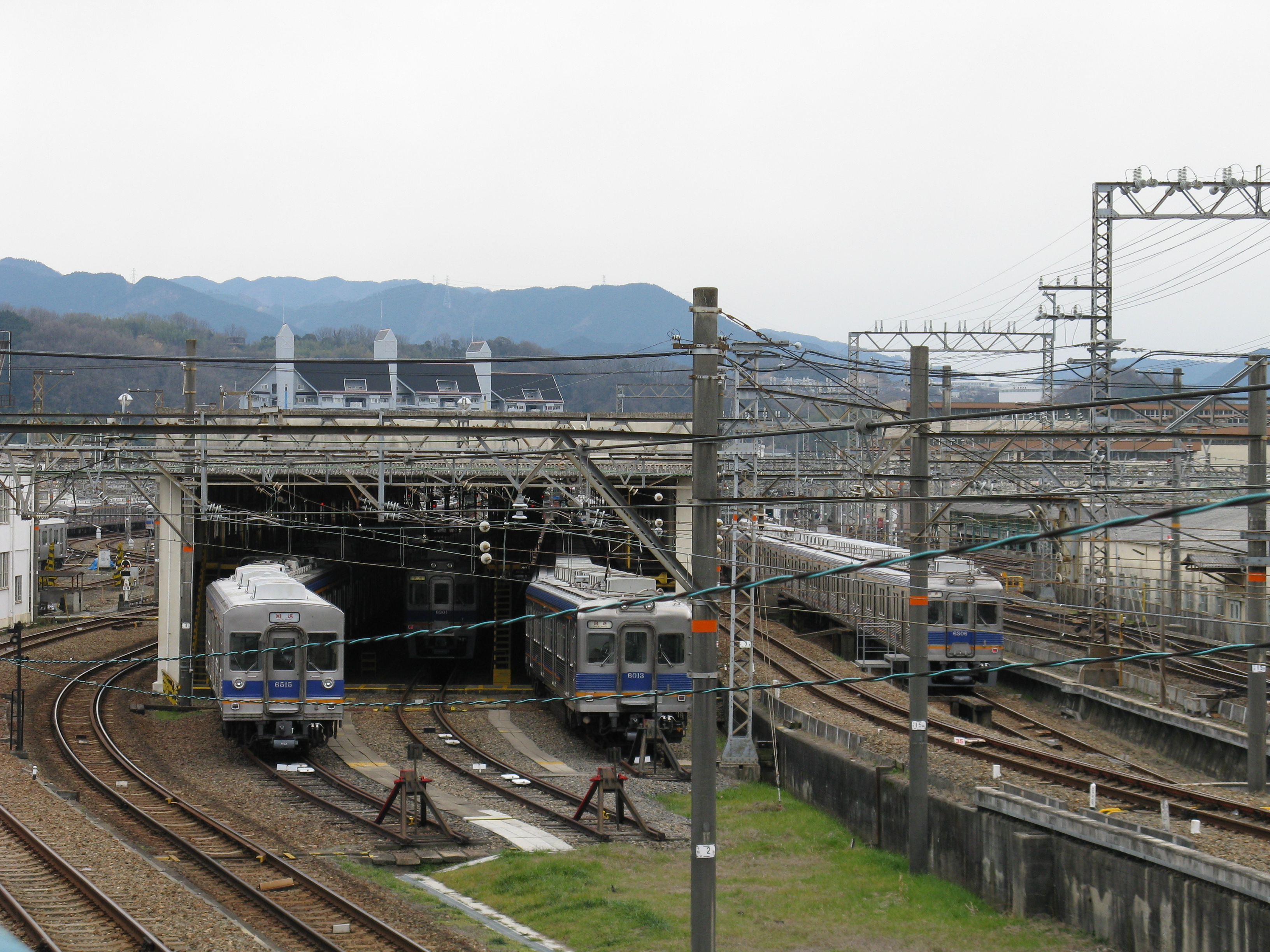
千代田検車支区

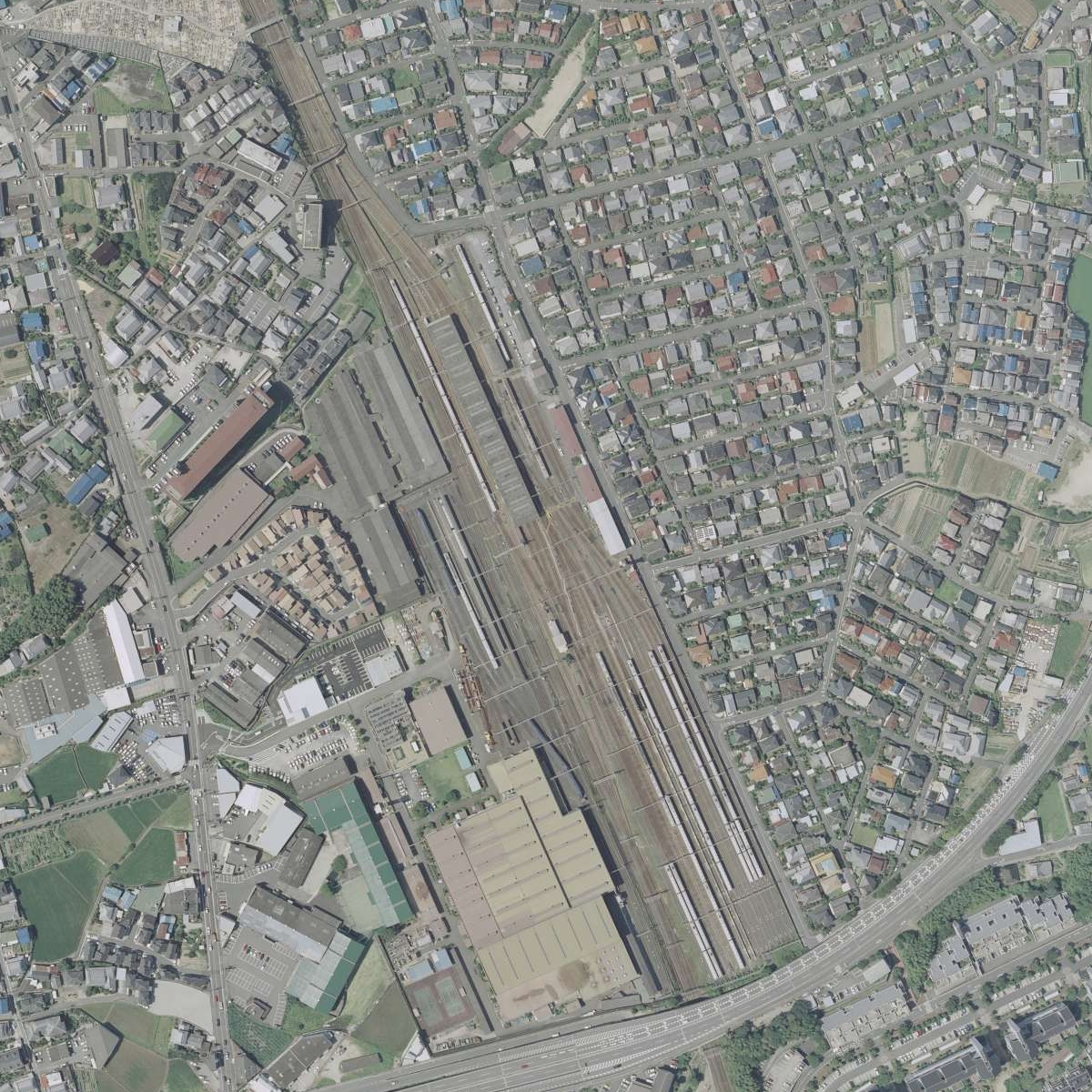

南海電鉄千代田工場（なんかいでんてつちよだこうじょう）は、大阪府河内長野市にある南海電鉄の車両工場。南海高野線の千代田駅 - 河内長野駅間のほぼ中間に位置する。
本項目では当工場に隣接する小原田検車区千代田検車支区（おはらたけんしゃく ちよだけんしゃしく、旧称・千代田検車区）も取り上げる。なお、両者は南海高野線の線路を挟む形にあり、高野線の西側が千代田工場、東側が小原田検車区千代田検車支区となっている。

## 概要
千代田工場は南海電鉄の鋼索線車両を除く全車両の全般検査などを行っている。なお、一部業務は子会社の南海車両工業が受託している。
南海電鉄の車両工場としては1896年に開設された難波工場から歴史が始まる。その後、1903年に天下茶屋工場へ移転し、約80年間稼働してきた。しかし、南海本線の大阪市内連続立体化工事や天下茶屋駅周辺の整備事業に伴い車両工場が千代田へ移転することとなり、1980年11月に起工し、1982年3月1日に開設された。
泉北高速鉄道の車両の検査も担当しており、2002年に光明池車庫内に定期検査工場が新設されたため千代田での検査は一旦終了したが、2014年7月に泉北が南海グループの一員になったため、2016年5月からは泉北車の検査を再び担当するようになった。
車両検査の他に車両の改造工事も行われ、特急サザンに使用される10000系の先頭車から中間車への改造や、2200系の観光列車「天空」への改造工事も行われた。また、廃車された車両の解体作業も行われる。
構内の検修車両入換用として、アント工業製の軌陸両用車両牽引車が配置されている。

## 千代田検車支区
元来は南海高野線の車両基地として堺東検車区があったが、戦後の宅地開発によって利用者が急増し車両が増加したため、これに対応するために1966年2月28日に千代田検車区として開設された。当初は75両の収容能力であったが、1975年まで拡張工事が行われ、189両が収容できる南海電鉄最大の検車区となった。1996年に小原田検車区が開設されてから中心的役割は小原田検車区に譲り、さらに2005年9月の組織再編により小原田検車区の支区となったが、現在でも大型車両は当支区に留置されることが多い。

## 歴史
- 1966年（昭和41年）2月28日 - 千代田検車区開設（以後1975年まで拡張工事が行われる）[9]。
- 1973年（昭和48年）8月 - 堺東検車区を統合、堺東留置場とする（2005年に1線だけを残し撤去）[10][8]。
- 1982年（昭和57年）3月1日 - 千代田工場が天下茶屋工場からの移設に伴い開設[11]。
- 1996年（平成8年）11月 - 小原田検車区開設。高野線所属車両が小原田検車区に移籍される[8]。
- 2005年（平成17年）9月 - 小原田検車区と統合。千代田検車支区に改称[12][8]。

## 南海電車まつり

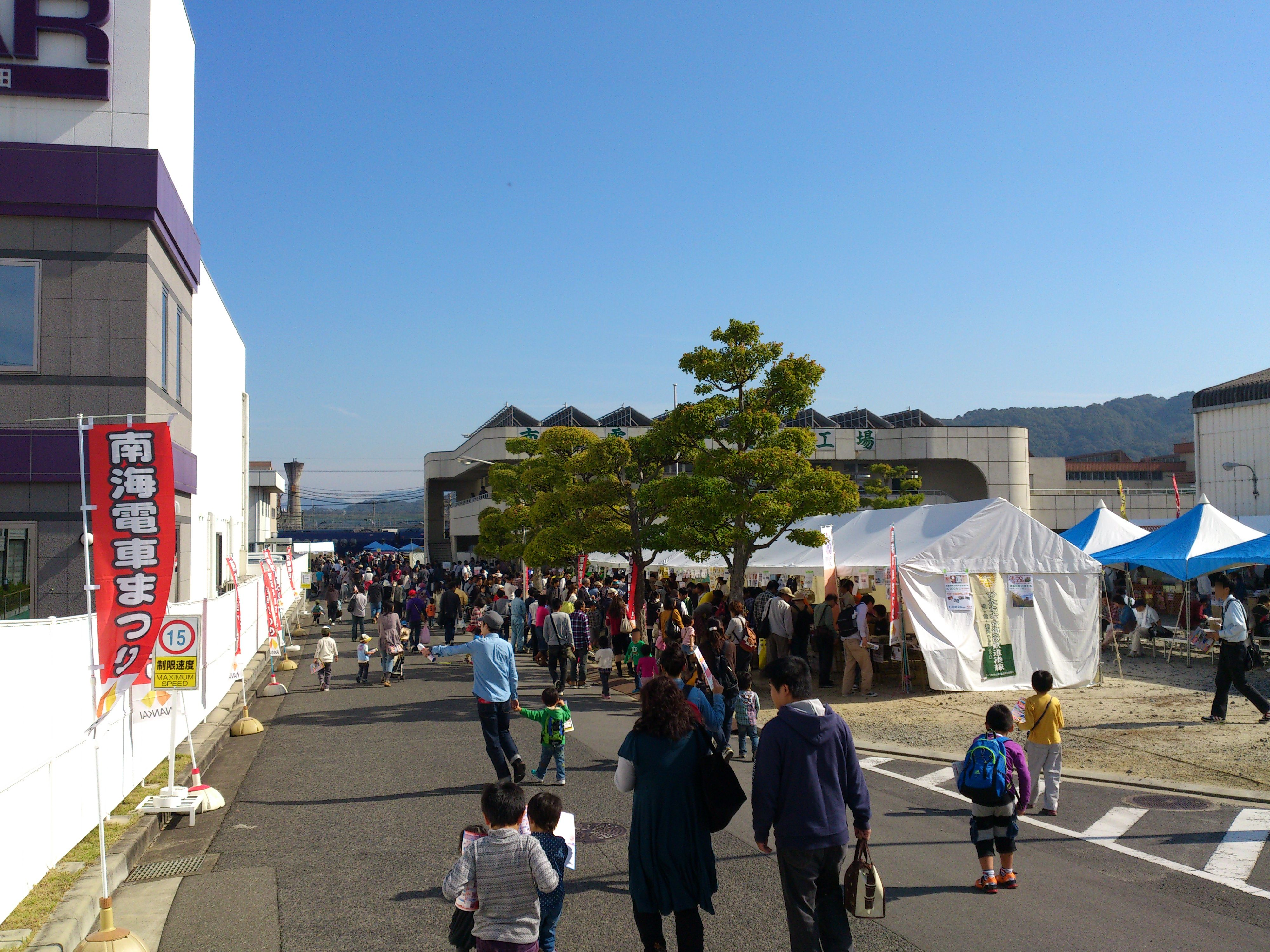
2012年開催時の千代田工場内

毎年10月から11月にかけて鉄道の日にちなんで土休日に1日だけ実施される。
工場見学や鉄道部品即売会、車掌体験、鉄道グッズ販売、鉄道模型展示などがあり、一部のイベントについては当日配布される整理券が必要である。
当日は開場時間に合わせて、難波駅から会場まで直通臨時列車が運行される。使用する車両は年により異なり、乗車には事前に乗車券を購入しなければならない。また、2016年までは開催日に合わせ、鉄道の日記念コンパスカードが限定販売された。
会場へは千代田駅から歩くか、河内長野駅から無料送迎バスを利用する。但し3年振りの開催となった2022年は同駅からの送迎バス運行は取り止めとなった。前者では道順を記した手作りポスターを掲示して来訪者に配慮している。
なお新型コロナウイルス感染拡大を鑑み2020年と2021年の開催は中止となった。